# 霍諾雷斯岩
62°30′S 59°43′W / 62.500°S 59.717°W
霍諾雷斯岩（Honores Rock），是南極洲的岩石，位於南設得蘭群島的格林尼治島，處於費雷爾角西南面1公里的發現號灣，在1947年由智利探險隊命名，現時由南極條約體系管理。